# Chaguaramas (Guárico)
Pour les articles homonymes, voir Chaguaramas.
Chaguaramas est une ville de l'État de Guárico au Venezuela, capitale de la paroisse civile de Chaguaramas et chef-lieu de la municipalité de Chaguaramas.